# La teva decisió
La teva decisió (Your decision) (Ditt val) är en sång av Susanne Georgi och representerade Andorra i Eurovision Song Contest 2009. Sången framförs både på katalanska och engelska. Den är skriven av Rune Braager, Marcus Winther-John, Lene Dissing, Susanne och Pernille Georgi.